# Hiệp Xương
Hiệp Xương là một xã cũ thuộc huyện Phú Tân, tỉnh An Giang, Việt Nam.

## Địa lý
Xã Hiệp Xương nằm ở phía tây nam huyện Phú Tân, có vị trí địa lý:
- Phía đông giáp các xã Phú Xuân, Phú Hưng.
- Phía tây giáp các xã Bình Thạnh Đông, Phú Bình.
- Phía bắc giáp các xã Hòa Lạc, Phú Thành.
- Phía nam giáp xã Bình Thạnh Đông.

Xã Hiệp Xương có diện tích 23,40 km², dân số năm 2019 là 8.157 người, mật độ dân số đạt 349 người/km².

## Hành chính
Xã Hiệp Xương được chia thành 5 ấp: Hiệp Hòa, Hiệp Hưng, Hiệp Thạnh, Hiệp Thuận và Hiệp Trung.